# コローニデス

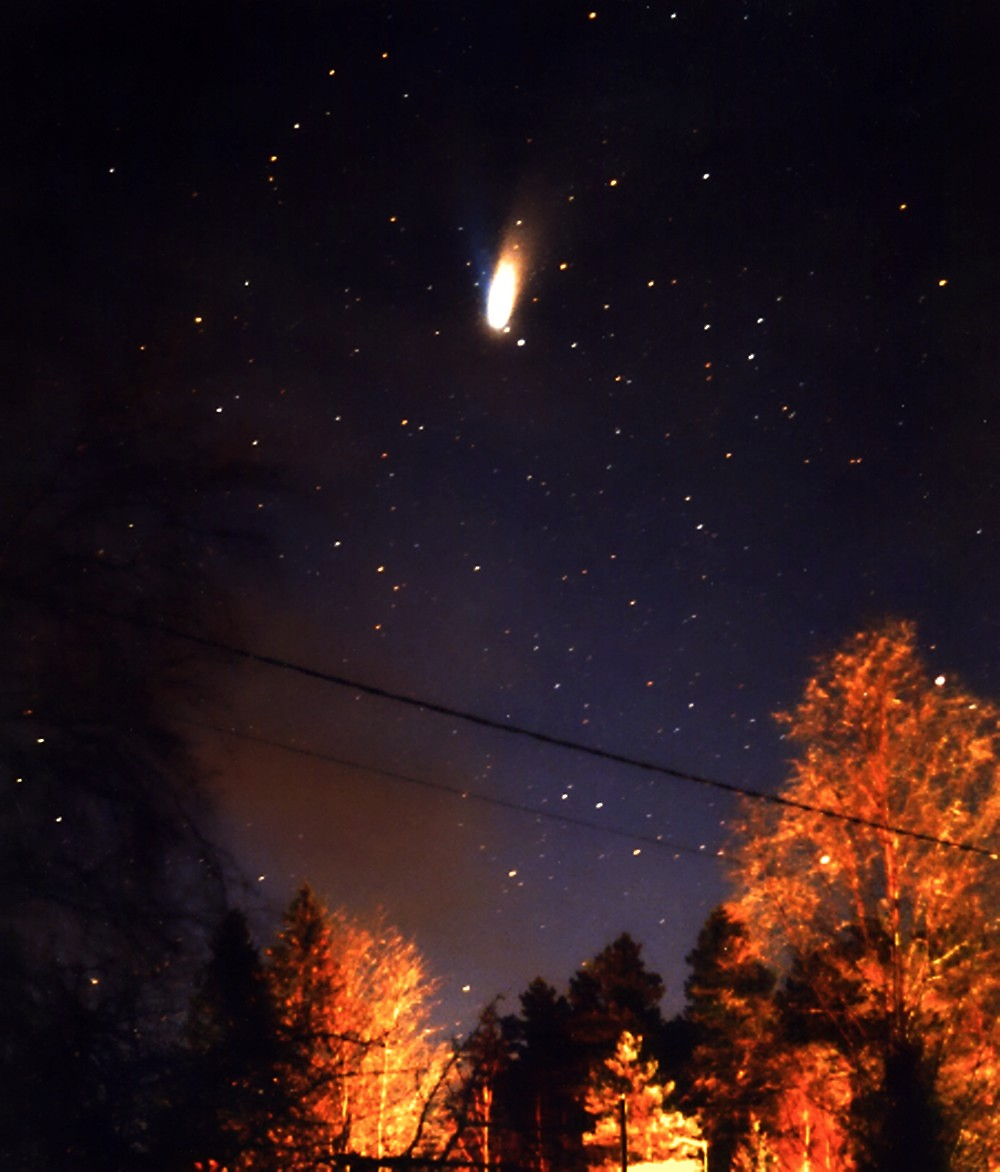
オーリーオーンの2人の娘は死後彗星になった（写真はヘール・ボップ彗星）。

コローニデスあるいはコローニスたち（古希: Κορωνίδες, Korōnides）は、ギリシア神話に登場する2人の姉妹である。アルテミスの恋人として名高い狩人オーリーオーンの娘たちで、ヒュリエウスの孫にあたる、メーティオケーとメニッペーを指す。コローニデスはコローニス（Κορωνίς, Korōnis）の複数形。長音を省略してコロニデス、コロニスたちとも表記される。

## 神話
コロポーンのニーカンドロスの『変身物語』およびコリンナの『ウェロイア』に基づくアントーニーヌス・リーベラーリスの物語によると、オーリーオーンはボイオーティア地方に住み、メーティオケーとメニッペーをもうけた。父オーリーオーンがアルテミスの手で世を去ったのち、姉妹は母親に育てられ、アテーナーからは卓越した機織りの技を授けられ、アプロディーテーからは類まれな美しさを与えられた。
後にボイオーティア地方が疫病に襲われたとき、人々はアルカディアー地方の都市ゴルテュスのアポローン神の神託にすがった。すると、神託は2人の娘が冥府の神ハーデースとペルセポネーの生贄となるのであれば救われるであろうとの答えが返ってきた。しかし誰も生贄になろうとしなかったとき、メニッペーとメーティオケーは疫病で死ぬ前に人々のために死のうと、自ら進んで生贄になることを承諾した。そこで人々は地下の神々に対して2人が自ら進んで生贄になりましたと3度叫び、彼女たちの鎖骨のあたりを機織りの杼で打ちすえ、喉を引き裂いた。するとペルセポネーとハーデースは2人を憐れんで天に上げた。彼女たちは彗星（コメーテース）になり、オルコメノスに2人のための神殿が造営された。また彼女たちは死後、コローニデスと呼ばれた。
これに対して、オウィディウスの『変身物語』では彼女たちは星にはなったとは語られていない。姉妹の遺体が火葬されると、その血筋が絶えないように灰の中から2人の若者が出現したという。